# Lighthouse (Nina Kraljić)
Lighthouse è un singolo della cantante croata Nina Kraljić, pubblicato il 9 marzo 2016 dalla Universal Music Croatia. Il brano, scritto da Andreas Grass e Nikola Paryla e prodotto da Thorsten Brötzmann, è incluso nell'album di debutto di Nina, Samo.
Il brano è stato selezionato dall'ente radiotelevisivo nazionale croato HRT per rappresentare la Croazia all'Eurovision Song Contest 2016. Nina si è esibita nella prima semifinale, che si è tenuta il 10 maggio a Stoccolma, dalla quale si è qualificata per la finale del 14 maggio. Qui si è piazzata ventitreesima su 26 partecipanti, totalizzando 73 punti. Lighthouse ha raggiunto la quarta posizione nella classifica radiofonica croata.

## Pubblicazione e composizione
Il 24 febbraio 2016 è stato reso noto che Nina Kraljić avrebbe rappresentato la Croazia all'Eurovision per volere dell'ente televisivo nazionale HRT. Il brano, scritto dall'austriaco Andreas Grass e dallo svizzero Nikola Paryla e prodotto dal tedesco Thorsten Brötzmann, è stato presentato il 9 marzo durante un programma radiofonico sull'ente HR 2. L'evento, condotto da Zlatko Turkalj Turki, ha visto la partecipazione di Nina Kraljić, del presidente della delegazione croata all'Eurovision Željko Mesar, e della marketing manager per Universal Music Croatia Nina Meden. Lo stesso giorno Lighthouse è stata messa in commercio sulle piattaforme digitali su etichetta discografica Universal Music Croatia.
Lighthouse è un brano pop e neofolk contenente elementi di musica etnica che richiamano la musica celtica e irlandese. Sul significato della canzone Nina ha commentato: "Questo pezzo vuole trasmettere un messaggio di speranza, che, senza prestare attenzione a tutti i mali della vita, è sempre presente e vigoroso." Andreas Grass, coautore del brano, ha aggiunto: "In sostanza, la canzone parla di una persona che si è persa nel mare. Anche se all'inizio la protagonista ha l'impressione di aver perso tutte le speranze, ella rimane sicura del fatto che supererà tutti gli ostacoli che le si presenteranno e troverà un porto sicuro, guidata dalla luce del faro." Oltre che ad un significato personale, Nina attribuisce a Lighthouse un significato collettivo e attuale: "La canzone ci ha ricordato dei rifugiati che cercano una nuova casa oltremare, e delle tragiche situazioni che sono costretti a vivere."

## Video musicale
Di Lighthouse sono stati pubblicati due videoclip: uno promozionale e uno ufficiale. In attesa della loro realizzazione, un video contenente l'audio della canzone è stato pubblicato sull'account Vevo di Nina Kraljić il 9 marzo 2016, in concomitanza con la presentazione della canzone in radio. Il video promozionale del brano, contenente scene del cortometraggio Hvar Into the Storm diretto da Mario Romulić e Dražen Stojčić, è stato pubblicato sul canale YouTube dell'Eurovision Song Contest il 21 marzo 2016. Per la realizzazione del video sono state messe insieme oltre 10.000 fotografie, scelte tra le 350.000 scattate sulle isole di Lesina e Brazza e sul monte Biocovo.
Il video ufficiale, girato da Filip Filković per la compagnia Antitalent Productions, è stato presentato il 7 aprile 2016 sulla televisione croata. Il video è stato pubblicato sul canale VEVO della cantante l'11 aprile e sul canale YouTube dell'Eurovision Song Contest il 13 aprile. In questa versione, girata interamente a Zagabria, viene evitato ogni riferimento al mondo nautico per concentrarsi sul personaggio di Nina, che viene rappresentata in una versione terrena e in una versione spirituale. La Nina terrena va alla ricerca di sé, comunicando con la Nina spirituale, che si trova nello spazio, completamente immune ai problemi del mondo. In questo modo, ha commentato Filković, la Nina spirituale rappresenta simbolicamente il faro di cui parla la canzone.

## Promozione
Nei mesi precedenti all'Eurovision Nina ha visitato varie nazioni europee per promuovere la sua canzone. Nina ha iniziato con la Serbia, che ha visitato alla fine di marzo, dove ha cantato Lighthouse durante un programma mattiniero su RTS e dove è stata intervistata su RTV Pink, MTV Adria e N1. Il 9 aprile Nina ha partecipato a Eurovision in Concert ad Amsterdam insieme ad altri partecipanti all'Eurovision 2016. Il 15 aprile Nina è tornata in Croazia, dove ha cantato Lighthouse durante il concorso di bellezza Miss Universe Hrvatske. La sera successiva Nina si è esibita durante una puntata di The Voice – Najljepši glas Hrvatske, la versione croata del talent show The Voice, da lei stessa vinto nel 2015. Il 17 aprile Nina è tornata a promuovere la sua canzone a livello internazionale, cantando all'evento pre-Eurovision organizzato da ESCKAZ a Londra. Rimpatriata per un'ultima volta prima del trasferimento in Svezia per la preparazione alla sua esibizione, Nina ha tenuto un concerto con il suo coach di The Voice Jacques Houdek (che rappresenterà la Croazia all'Eurovision Song Contest 2017) alla Vatroslav Lisinski Concert Hall di Zagabria.

## Partecipazione all'Eurovision

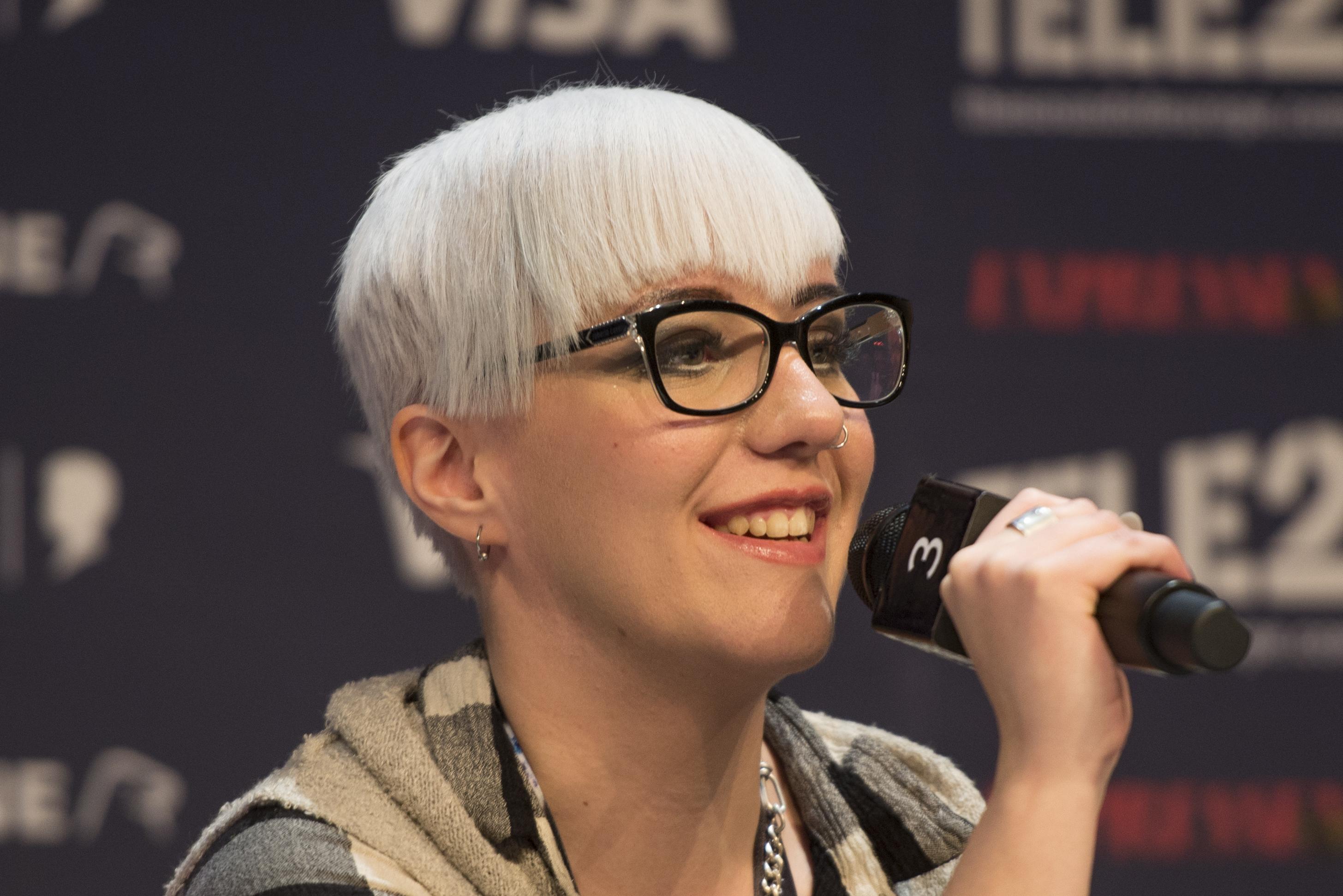
Nina Kraljić durante una conferenza stampa all'Eurovision, 2 maggio 2016

Nina Kraljić ha preso parte alle due prove tecniche sul palco dell'Eurovision il 2 e il 6 maggio, seguite da due prove di costume il 9 e il 10 maggio. Le giurie di tutte le nazioni votanti nella prima semifinale hanno assistito alla prova del 9 maggio, alla fine della quale hanno stilato le loro classifiche e assegnato i propri punti. Nina ha iniziato la sua performance indossando un'ingombrante mantella bianca e nera, con dei disegni che imitano i rami spogli di un albero; durante il primo ritornello, questo indumento è stato rimosso per svelare un elaborato vestito bianco con elementi blu e argento. La mantella e il vestito sono stati realizzati da Juraj Zigman, mentre le scarpe sono opera di Ivan Ledenko. Le luci di scena, inizialmente di tonalità fredde, sono passate a colori caldi verso la fine della performance; sullo schermo a LED di sfondo venivano proiettate immagini di onde marine e cieli stellati. Durante la sua esibizione Nina è stata coadiuvata da quattro coristi: Andrej Babić, Martina Majerle, Danijela Večerinović e Lino Lacmanović Ćućić. Martina Majerle aveva precedentemente rappresentato la Slovenia all'Eurovision Song Contest 2009 con il gruppo Quartissimo, ma la loro Love Symphony non si era qualificata per la finale.

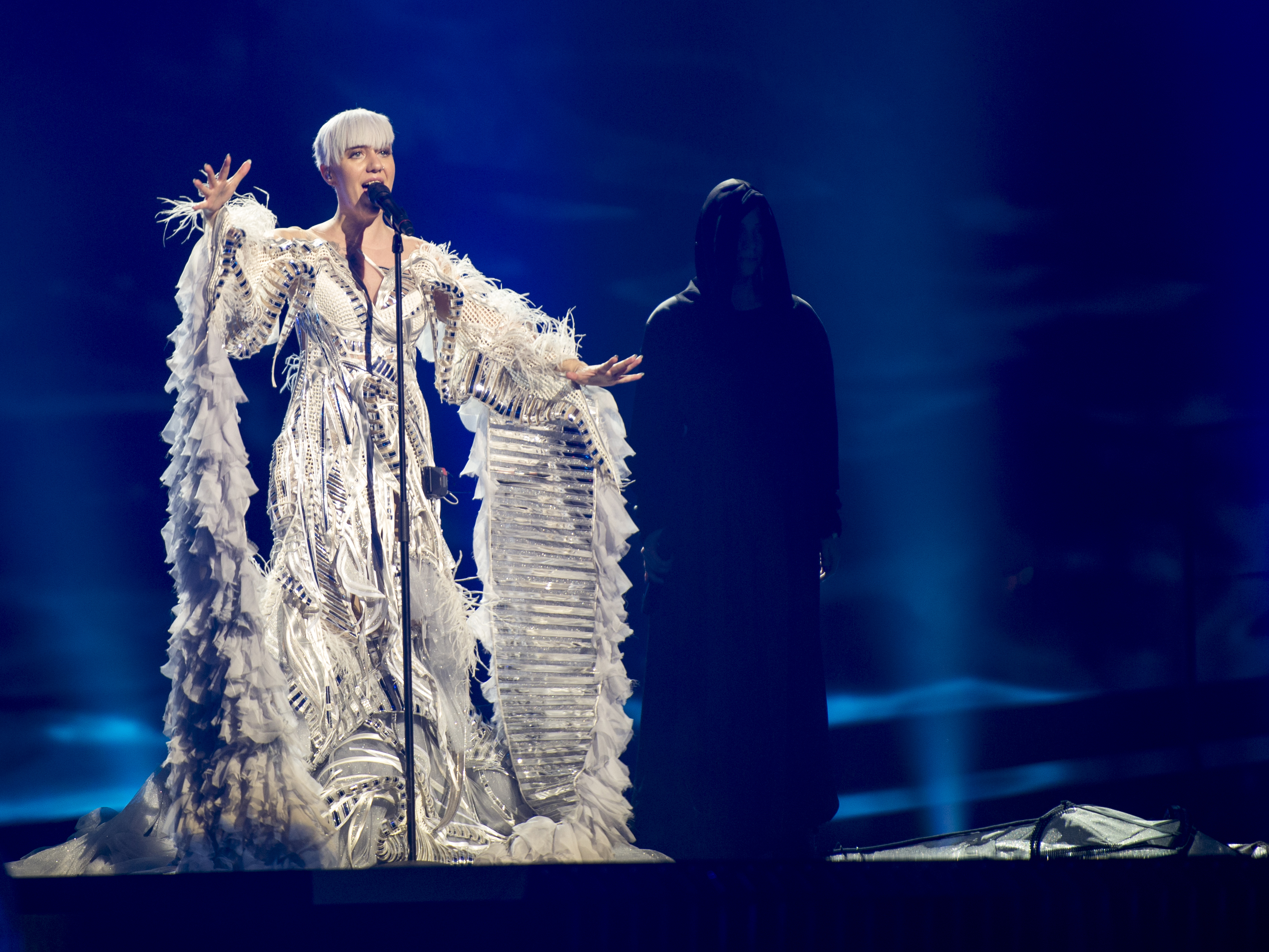
Nina Kraljić durante la finale dell'Eurovision Song Contest 2016

Nella serata della prima semifinale, che è stata mandata in onda in diretta da Stoccolma il 10 maggio, Nina ha cantato Lighthouse per quinta, dopo l'Ungheria e prima dei Paesi Bassi. Il voto della giuria e del pubblico hanno deciso che Nina sarebbe stata fra i dieci artisti qualificati per la finale del 14 maggio, sancendo la prima apparizione nella finale dell'Eurovision per la Croazia dal 2009. È stato successivamente reso noto che nella semifinale Nina è arrivata decima su 18 partecipanti totalizzando 133 punti. Di questi, 53 provengono dal televoto, nel quale si è piazzata decima, e 80 dal voto dalla giuria, nel quale è arrivata settima. Lighthouse ha ottenuto i 12 punti massimi dalla giuria dei Paesi Bassi e dal televoto della Bosnia ed Erzegovina.
Dopo essersi qualificata, Nina ha nuovamente preso parte a due prove costume il 13 e il 14 maggio. L'esibizione del 13 maggio è stata di particolare importanza, visto che è stata quella guardata e valutata dai membri delle giurie professioniste. Nella finale del 14 maggio Nina ha eseguito una performance pressoché identica a quella della semifinale, cantando per diciassettesima su 26 partecipanti, dopo la Lituania e prima della Russia. Alla fine della votazione si è piazzata ventitreesima su 26 partecipanti, con un totale di 73 punti. È stata la diciannovesima più votata dal pubblico, con 33 punti di televoto, e la ventiduesima preferita dalla giuria, dalla quale ha ricevuto 40 punti. Nina è risultata la seconda più televotata in Bosnia ed Erzegovina, e ha ottenuto punti anche dagli altri Paesi dell'ex-Jugoslavia: Slovenia, Serbia, Montenegro e Macedonia.

### Punti ottenuti
| Prima semifinale                              | Prima semifinale  | Prima semifinale              | Prima semifinale                                  | Prima semifinale            |
| Televoto                                      | Televoto          | Televoto                      | Televoto                                          | Televoto                    |
| 12 punti                                      | 10 punti          | 8 punti                       | 7 punti                                           | 6 punti                     |
| --------------------------------------------- | ----------------- | ----------------------------- | ------------------------------------------------- | --------------------------- |
| - Bosnia ed Erzegovina                        |                   | - Montenegro                  |                                                   | - Austria                   |
| 5 punti                                       | 4 punti           | 3 punti                       | 2 punti                                           | 1 punto                     |
| - Paesi Bassi                                 | - Grecia - Russia | - Armenia                     | - Repubblica Ceca - Finlandia - Moldavia - Spagna | - Cipro - Francia - Svezia  |
| Giurie                                        |                   |                               |                                                   |                             |
| 12 punti                                      | 10 punti          | 8 punti                       | 7 punti                                           | 6 punti                     |
| - Paesi Bassi                                 |                   |                               | - Austria - Cipro - Islanda - Montenegro          | - Repubblica Ceca - Francia |
| 5 punti                                       | 4 punti           | 3 punti                       | 2 punti                                           | 1 punto                     |
| - Bosnia ed Erzegovina - Finlandia - Moldavia |                   | - Estonia - Ungheria - Svezia | - Armenia                                         | - Russia - San Marino       |

| Finale               | Finale                 | Finale            | Finale    | Finale                                       |
| Televoto             | Televoto               | Televoto          | Televoto  | Televoto                                     |
| 12 punti             | 10 punti               | 8 punti           | 7 punti   | 6 punti                                      |
| -------------------- | ---------------------- | ----------------- | --------- | -------------------------------------------- |
|                      | - Bosnia ed Erzegovina | - Slovenia        |           | - Montenegro                                 |
| 5 punti              | 4 punti                | 3 punti           | 2 punti   | 1 punti                                      |
| - Macedonia del Nord | - Serbia               |                   |           |                                              |
| Giurie               |                        |                   |           |                                              |
| 12 punti             | 10 punti               | 8 punti           | 7 punti   | 6 punti                                      |
|                      |                        | - Repubblica Ceca | - Islanda | - Austria - Macedonia del Nord               |
| 5 punti              | 4 punti                | 3 punti           | 2 punti   | 1 punto                                      |
|                      | - Bosnia ed Erzegovina | - Israele         | - Georgia | - Australia - Cipro - Moldavia - Regno Unito |

## Accoglienza
Lighthouse è giunta alla posizione numero 4 della classifica croata, segno di un generale apprezzamento nel paese d'origine dell'artista.
Subito dopo la pubblicazione di Lighthouse, la canzone ha suscitato polemiche da parte dell'Associazione croata dei compositori (Hrvatskom društvu skladatelja) per via del fatto che è stata scritta, composta e prodotta da un team composto da uno svizzero, un austriaco e un tedesco. L'associazione ha inviato una lettera aperta a Siniša Kovačić, direttore generale di HRT, in cui viene definito "imbarazzante" il fatto che "la Croazia parteciperà all'Eurovision con una canzone scritta da stranieri", citando gli ottimi risultati conseguiti dalla Croazia all'Eurovision con canzoni scritte e composte da croati e cantate in lingua croata. Alle accuse Nina ha controbattuto che "la musica è una lingua universale" e che "non scegliere una canzone con potenzialità per via della nazionalità dei suoi compositori è una vergogna assoluta".
A fine marzo 2016 Lighthouse è stata accusata di plagio dallo svedese Pierre Bengtsson, che ritiene che la canzone sia troppo simile ad Uncover, un singolo del 2013 della sua connazionale Zara Larsson. Il caso è stato portato a una seduta di HRT, che ha stabilito che, nonostante ci siano alcune somiglianze nei ritornelli delle due canzoni, Lighthouse e Uncover hanno troppi elementi distintivi per essere considerate la prima una copia della seconda. Nina ha discusso le accuse durante un'intervista a Novi dan, programma trasmesso sul canale croato N1, definendole "assurde, ridicole e unicamente volte a diffondere negatività".

## Tracce
Download digitale
1. Lighthouse – 3:00

CD
1. Lighthouse – 3:00
2. Lighthouse (versione karaoke) – 3:00

Durata totale: 6:00

## Classifiche
| Classifica (2016) | Posizione massima |
| ----------------- | ----------------- |
| Croazia           | 4                 |